# The Diplomats
The Diplomats, ook bekend als Dipset, is een Amerikaanse hiphopgroep, opgericht in 1997 door Cam'ron en Jim Jones in Harlem, New York.

## Geschiedenis
De groep ontstond in 1997 en werd gevormd door jeugdvrienden Cam'ron, Jim Jones en Freekey Zekey. In 1999 voegde rapper Juelz Santana zich bij de groep.
In 2001 werd Cam'ron getekend bij het label Roc-A-Fella Records, waarna de groep ook een platencontract kreeg. In maart 2003 brachten zij hun debuutalbum Diplomatic Immunity uit. Na spanningen en controverses tussen Cam'ron en platenbaas Jay-Z, verbrak de groep de banden met Roc-A-Fella en ondertekenden zij bij Koch Records. De groep bracht in november 2004 hun tweede album Diplomatic Immunity 2 uit.
In 2018 bracht de groep na 14 jaar hun derde album uit, Diplomatic Ties.

## Discografie
Albums
- Diplomatic Immunity (2003)
- Diplomatic Immunity 2 (2004)
- Diplomatic Ties (2018)